# Linvoy Primus
Linvoy Stephen Primus (nascut el 14 de setembre del 1973 a Forest Gate, Greater London) és un jugador professional de futbol anglès, escriptor i treballador de la caritat cristiana. Actualment juga per al Portsmouth FC, és principalment un central, però també pot jugar de lateral dret.